# قتزال براق
القِتزال البراق أو الكَتزَل البَرَّاق طائرًا من فصيلة النهاسايت. يوجد هذا الطائر بدءًا من جنوب المكسيك حتى غرب بنما (بخلاف طيور القتزال الأخرى، والتي توجد في أمريكا الجنوبية وشرق بنما). وهو معروف جيدًا بريشه الغني بالألوان. هناك اثنتان من الفصائل الفرعية وهما ف. م. موكينو وف. م. كوستاريسينسز.
يلعب هذا القتزال دورًا مهمًا في أساطير وسط أمريكا. يعتبر القتزال المتألق طائر غواتيمالا القومي وتوجد له صورة على علم وشعار النبالة الغواتيمالي. كما أنه اسم العملة المحلية (المعروفة باسم GTQ اختصارًا).

## التصنيف
أول من وصفه عالم الطبيعة المكسيكي بابلو دي لا لاف عام 1832. إنه واحد من خمسة أنواع من الجنس فاروماكروس تعرف باسم طيور القتزال. وقد استُخدم مصطلح «قتزال» لهذا النوع فقط ولكنه يستخدم الآن لكل أفراد الجنس فاروماكروس وإيوتيلوتس.
من الممكن تمييز اثنين من الفصائل الفرعية ف. م. موكينو وف. م. كوستاريسينسز. إن اسم موكينو هو التحويل إلى اللاتينية بواسطة من لا لاف لاسم العالم البيولوجي خوسيه ماريانو موسينو أحد معلميه. (أحيانًا يُنطق موكينو) لكن الحرف "ñ" ينطق في الإسبانية «نّ»، ولذلك فإن النطق «نّ» له ما يبرره، وعلى أية حال فهذا هو المعتمد الآن.
جاء الاسم «قتزال» من ناهوتال (Nahuatl) (الآزتك) حيث يعني الاسم قتزالي (والذي أصل كويتز = يقف) «الريشة الطويلة الواقفة» ثم «ريش ذيل قتزال» من الكلمة الناهوتالية "quetzaltotōtl" التي تعني «طائر بريش القتزال» ومن هنا جاء الاسم «قتزال».

## الوصف
يبلغ هذا النوع 36 to 40 سـم (14–16 بوصة) طولاً بالإضافة إلى ذيل خفاق عند الذكور طوله 65 سـم (26 بوصة)، ويبلغ وزنه حوالي 210 جرامات (7 أوقيات). إنه أكبر ممثل لرتبة النهاسية. النوع كوسترايسنسس أصغر قليلاً من العرق المعيّن ولديه ريش ذيل أرفع وأقصر.
لدى الكوتزالس المتألق جسم أخضر (يظهر التدرج من الذهبي المائل للخضرة إلى البنفسجي المائل للزرقة) وصدر أحمر. يغطي أغطية الذيل العلوي الأخضر ذيول هذه الطيور وتكون ساطعة على وجه الخصوص لدى الذكور المتناسلة وأطور من باقي الجسد. وتكون أغطية الجناح الرئيسية أيضًا طويلة في العادة وتعطي مظهرًا مهذبًا. لدى الذكر عرف يشبه الخوذة. ويكون المنقار - الذي غالبًا ما يغطى بريش أخضر متوهج - أصفر اللون لدى الذكور البالغة وأسود اللون لدى الإناث.
إن «التغريدة» مقطع عالي الطبقة يوصف بأنه كيو أو مثل «أنين الجرو» وغالبًا ما تكون في أزواج ويمكن أن تتكرر على وتيرة واحدة. ولدى القتزال المتألق نداءات أخرى غير موسيقية.

## التوزيع والمسكن
موطنها هو غابات السحب الجبلية في أمريكا الوسطى (من جنوب المكسيك إلى بنما).

## السلوك
إن القتزال المتألق طيور ضعيفة. تشمل مفترساته المعروفة مثل العقاب البازية المزينة والعقاب الذهبية وابن عرس طويل الذيل والسناجب ودب العسل بالنسبة للفراخ الصغيرة أو البيض.

### التغذية
يعتبر القتزال المتألق آكلي الفواكه متخصص رغم أنه يمزج طعامه بـالحشرات (وبصورة ملحوظة الزنابير والنمل واليرقانات) والضفادع والسحالي. والثمار الأكثر أهمية هي الأفوكادو البري والفواكه الأخرى من فصيلة الغار، والتي تبتلعها الطيور كاملة قبل أن تلفظ النوى الذي يعمل على نشر هذه الأشجار.

### التناسل
عادة ما تعيش القتزالات المتألقة وحدها في غير وقت التزاوج. إنها متزاوجات إقليمية أحادية الزوج في مساحة إقليم تقاس في غواتيمالا بمعدل 6 - 10 هكتارات. كما أنها متزاوجات موسمية حيث تتزاوج في موسم من مارس لإبريل في المكسيك ومن مايو ليونيو في السلفادور ومن مارس لمايو في غواتيمالا. عند التناسل تضع الإناث بيضتين لونهما أزرق باهت في عش بحفرة تنحتها في شجرة متعفنة. ولا شك أن أي شجرة في مرحلة تحلل مطلوبة تكون عرضة للتلف بسبب الطقس، كما أن توفر الأشجار المناسبة قد يحد من تعداد الكوتزال المتألق.
يأخذ كلا الوالدين دورهما في الحضانة، حيث يقومان بفرد ذيولهما الطويلة والمغطاة بالريش للأمام فوق الظهر وخارج الحفرة حيث تبدو كحزمة سرخس تنمو من الحفرة. تستمر فترة الحضانة حوالي 18 يومًا ويقوم الذكر خلالها باحتضان البيض أثناء النهار بينما تحتضنه الأم ليلاً. وحينما يفقس البيض يتولى كلا الأبوين رعاية الصغار واطعامهم الفاكهة وثمار التوت والحشرات والسحالي والضفادع الصغيرة. ومع ذلك، فإن الأنثى غالبًا ما تهمل بل وتهجر الصغار قرب نهاية فترة الحضانة وتتركهم للذكر ليكمل رعايتهم حتى يصبح بمقدورهم الاعتماد على أنفسهم.

## الحالة والحماية
يصنف القتزال المتألق على أنه مهدد بالانقراض في القائمة الحمراء للاتحاد الدولي لحفظ الطبيعة (IUCN) لحفظ الطبيعة.

## العلاقة مع البشر

### الخرافات والأساطير
اعتُبِر القتزال المتألق مقدسًا وذو علاقة بـ «الإله الثعبان» وكان يسمى قتزالوكتال في حضارات ميزوأميريكا قبل وصول كولومبوس. وكان ذيله المميز بشكل الملوّن ذو الريش الأخضر الذي يرمز إلى نمو نباتات الربيع مقدسًا من الأزتيك القدماء ومايا، الذين نظروا إلى القتزال على أنه «إله الهواء» وكرمز لألوهية النور. وقد ارتدى سكان ميزوأميريكا وبعض النبلاء أغطية رأس مصنوعة من ريش القتزال لتربطها بالقتزالوكتال رمزيًا. ولأن قتل الطائر كان يعتبر جريمة فقد كان يُمسك به ثم يُنتف ريش ذيله ثم يُطلق سراحه. وقد كان القتزالوكتال عندهم هو الإله الخالق وإله الريح وكان غالبًا ما يُصوّر بشعر رمادي. وفي العديد من لغات الميزوأمريكا، قد يعني مصطلح قتزال أيضًا نفيس أو مقدس أو قائم.
وحتى وقت قريب فقد كان يعتقد أن القتزال المتألق لا يمكن أن يربى أو يحتفظ به في الأسر وقد كان يلاحظ بالفعل أنه يقتل نفسه بعد إمساكه أو حبسه في القفص بفترة وجيزة. ولها السبب فقد أصبح رمزًا تقليديًا يمثل حرية. ومع ذلك فقد احتفظت حديقة حيوان مقرها المكسيك بهذه الفصيلة منذ عام 1992 كما أعلن عن التربية في الأسر عام 2004 (أوريلانا، 2004).
لهذا الطائر صلة وثيقة بالثقافة الجواتيمالية لأنه يمثل شخصية في الأسطورة الشعبية المنتشرة عن البطل القومي تيكون أومان أمير ومحارب مايا أثناء المرحلة الأخيرة من احتلال إسبانيا للمنطقة. وقد كان القتزال هو الناهوال (الروح الحارسة) الخاص به. لقد صد شعب كيشي عدة هجمات من جيش الإسباني بالرغم من تفوق الأخير في سلاح (البنادق والدروع والفرسان في مواجهة الرماح والسهام).
وتقول الأسطورة أنه يوم كان الغازي بدرو دي ألفارادو يحارب ضد تيكوم أومان فقد كان هناك قتزال يطير فوقه. عند الضربة الأولى تمكن تيكوم أومان مترجلاً من إلحاق العجز بفرس بيدرو دي ألفارادو. وعندها حصل ألفارادو على فرس آخر وفي ضربته الثانية اخترق صدر تيكوم أومان بالرمح. وقد طار القتزال ونزل على صدر تيكوم أومان غامسًا صدره في دم الأمير المحارب. ومن هنا حصل هذا الطائر على ريش الصدر ذي اللون الأحمر المميز.  ومن المشكوك فيه أن تكون هذه الأحداث قد وقعت ولكن شعب المايا قد حاربوا بعنف من أجل أرضهم وحريتهم أثناء الغزو. وتزعم واحدة من أساطير المايا أن القتزال قد اعتاد أن يغني أغانٍ جميلة قبل الغزو الإسباني ولكنه صمت منذ ذلك الحين وأنه سوف يغني مرة أخرى حينما تتحرر الأرض فعليًا.

## معرض الصور

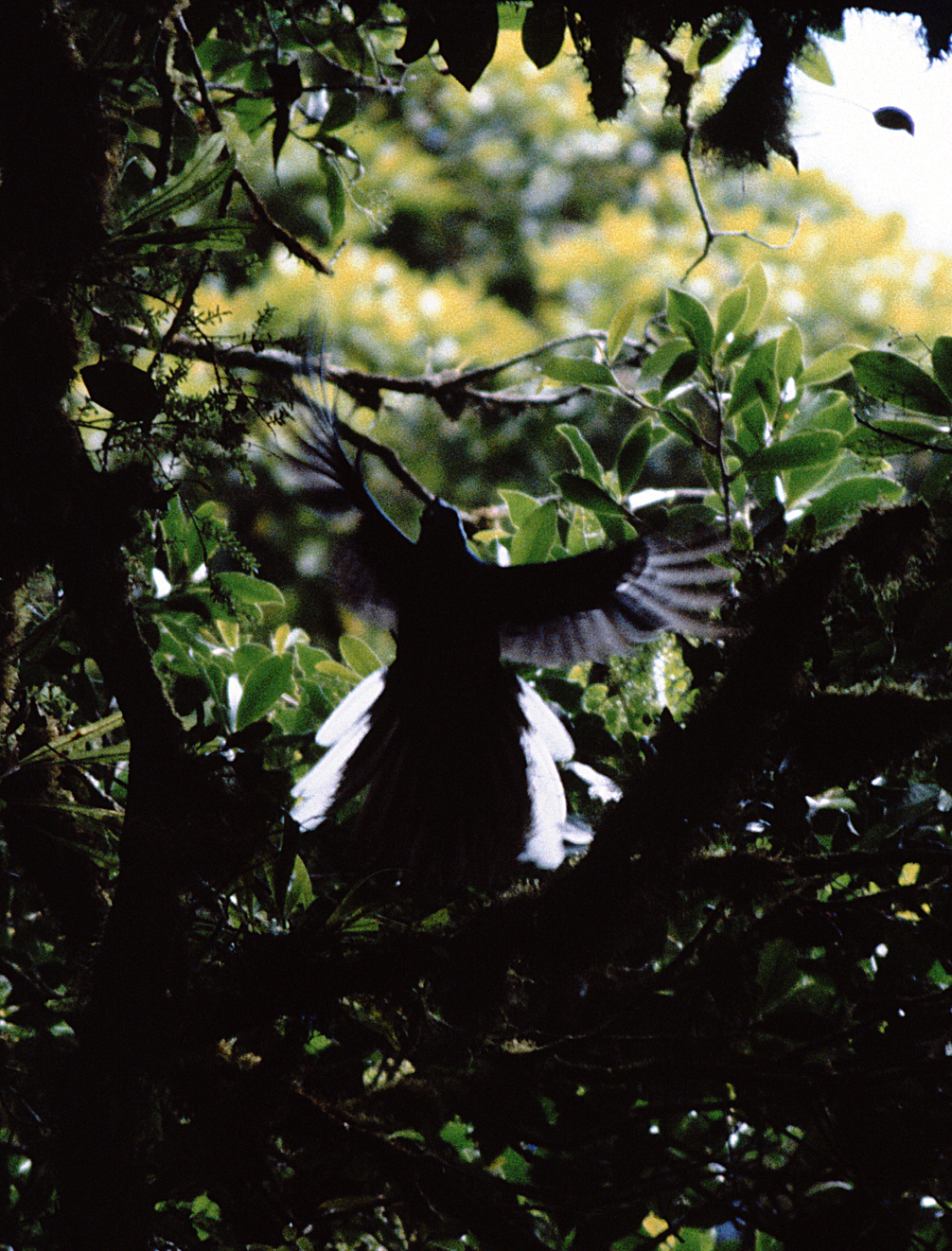
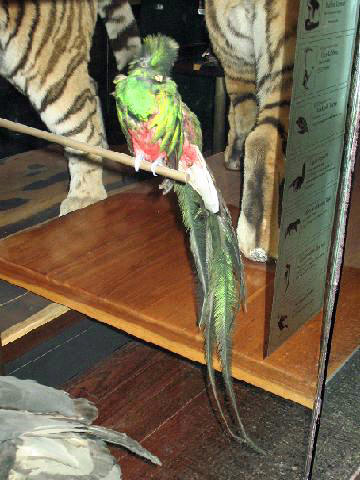
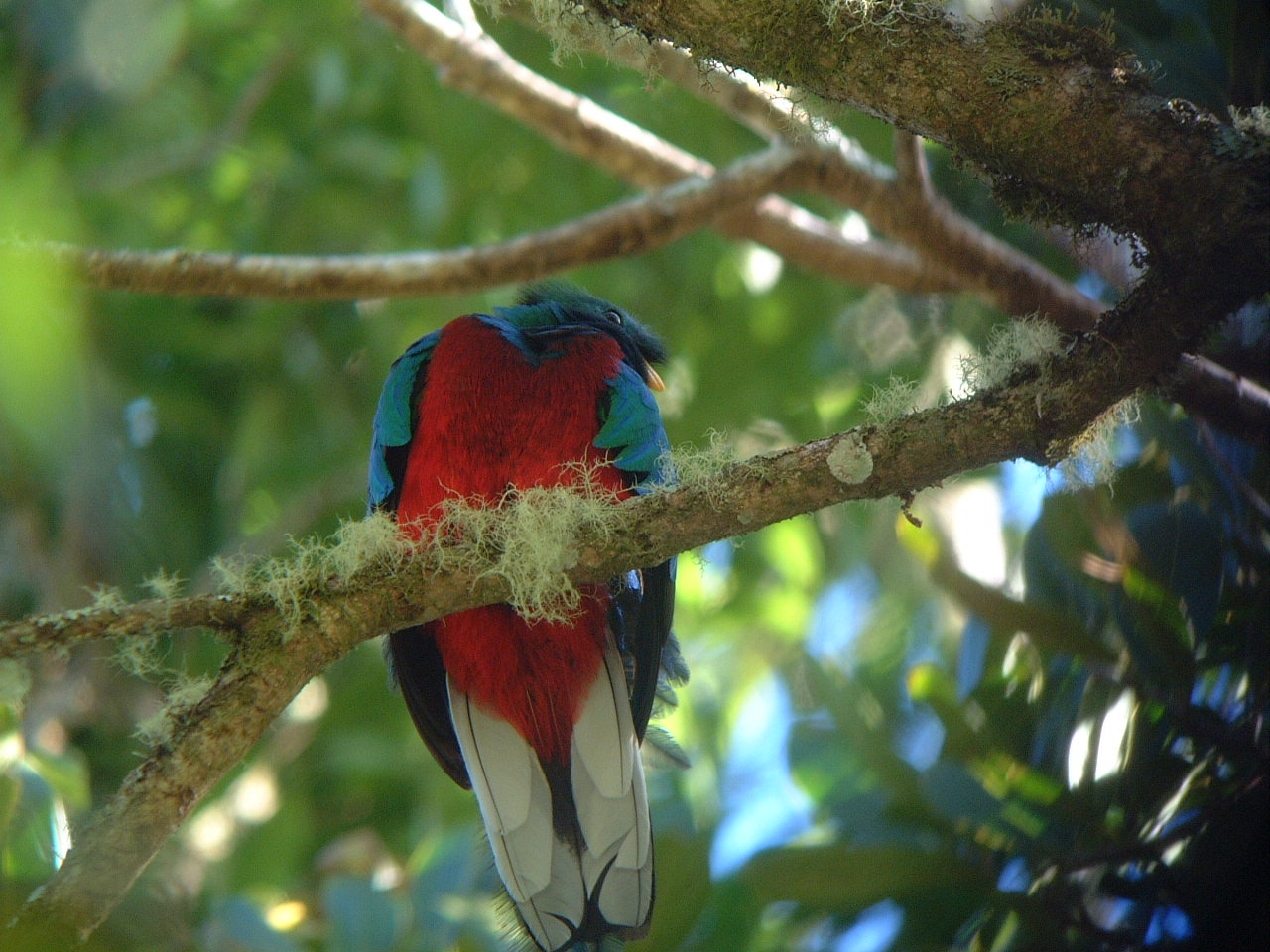
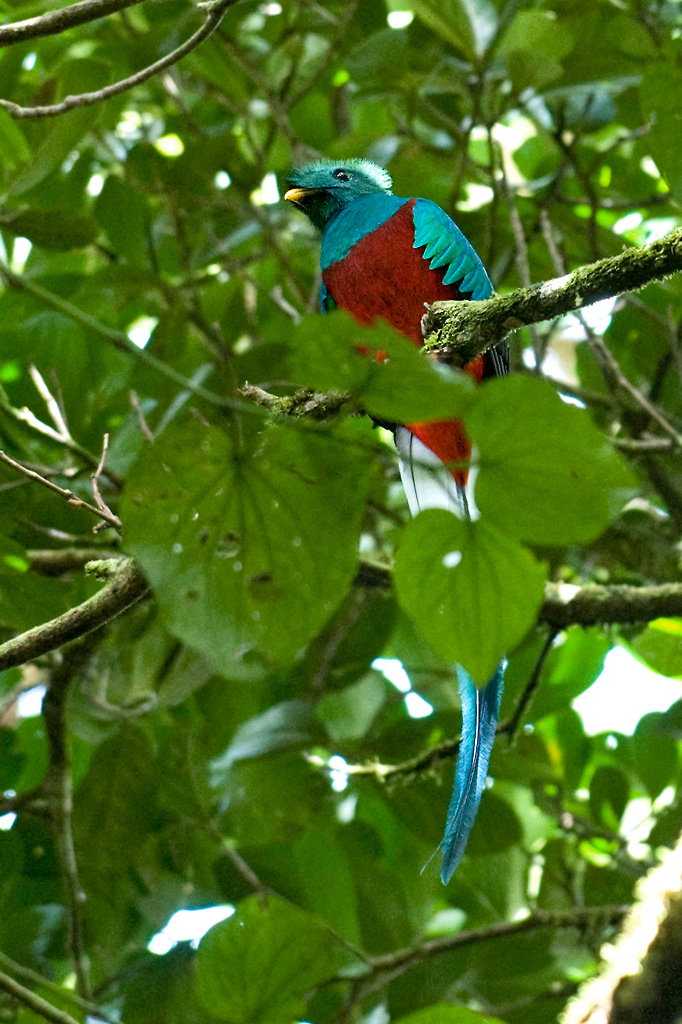
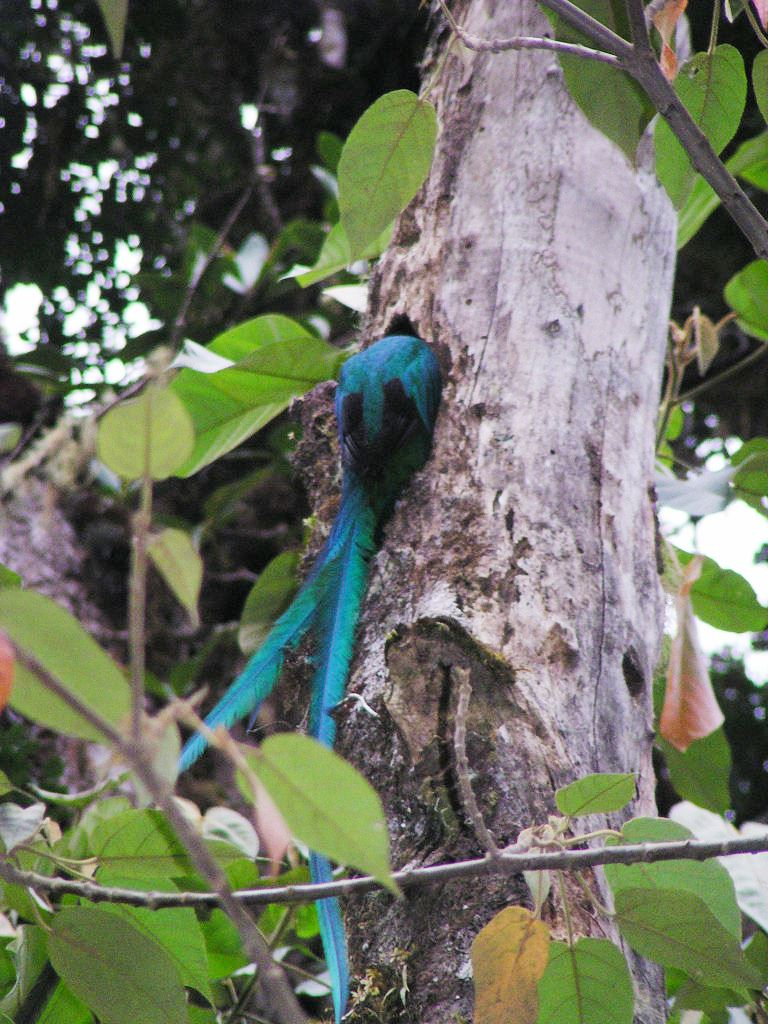
قتزال يدخل العش

## وصلات خارجية
- BirdLife Species Factsheet
- 14 December 2004, Nature: Mystery of 'chirping' pyramid decoded Discussion of a theory that a Mayan pyramid makes echoes of handclaps that resemble quetzal vocalizations.
- ocasa.org: An archaeological study of chirped echo from the Mayan pyramid of Kukulkan at Chichen Itza, with

mp3 files of a quetzal and of
two Quetzal bird chirps (recorded in a rain forest) followed by two chirped echoes stimulated by a handclaps at the pyramid"
- Resplendent Quetzal videos, photos & sounds on the Internet Bird Collection